# Access.log
access.log — файл, использующийся веб-серверами (Apache, Nginx, Lighttpd, boa, прокси-сервером squid и т. д.) для записи обращений к сайту.
Является текстовым файлом, на каждой строчке которого записывается одно обращение к серверу. Используется для сбора статистики сайта (для этого используются специальные аналитические инструменты, например, WebAlizer) и для обнаружения возможных злоупотреблений на сайте.
Наиболее часто используемым форматом access.log является combined, при котором данные записываются в следующем виде:
```
%h %l %u %t \"%r\" %>s %b \"%{Referer}i\" \"%{User-Agent}i\"
```

В котором:
- %h — хост/IP-адрес, с которого произведён запрос к серверу;
- %t — время запроса к серверу и часовой пояс сервера;
- %r — тип запроса, его содержимое и версия;
- %s — код состояния HTTP;
- %b — количество отданных сервером байт;
- %{Referer} — URL-источник запроса;
- %{User-Agent} — HTTP-заголовок, содержащий информацию о запросе (клиентское приложение, язык и т. д.);
- %{Host} — имя Virtual Host, к которому идет обращение.